# تاکرو اوکادا
تاکرو اوکادا (انگلیسی: Takeru Okada؛ زادهٔ ۳۱ اوت ۱۹۹۴) بازیکن فوتبال اهل ژاپن است.
از باشگاه‌هایی که در آن بازی کرده‌است می‌توان به باشگاه فوتبال سرزو اوساکا اشاره کرد.